# Paul Wäldchen
Paul Wäldchen (Großosterhausen bij Eisleben, Saksen-Anhalt, 20 juli 1892 – Lahr, Baden-Württemberg, 13 augustus 1954) was een Duits componist en dirigent.

## Leven
Wäldchen leefde als dirigent van verschillende harmonieorkesten in de Schwarzwald en werd in 1936 dirigent van de Stadtkapelle Lahr. In deze functie bleef hij tot zijn overlijden. Als componist heeft hij werken voor harmonieorkest geschreven.

## Composities

### Werken voor harmonieorkest
- 1971 El Matador, Spaanse concertmars
- Die Ravennaschlucht, symfonisch gedicht
- Die Walpurgisnacht, ouverture